# エルコンドルパサー
エルコンドルパサー（欧字名:El Condor Pasa、1995年3月17日 - 2002年7月16日）は、アメリカ合衆国で生産された日本の競走馬、種牡馬。
日本人実業家・渡邊隆による生産所有馬である。1997年に中央競馬（JRA）でデビューし、翌1998年にNHKマイルカップとジャパンカップを制し、JRA賞最優秀4歳牡馬に選出される。1999年にはフランスへの長期遠征を行い、サンクルー大賞などに優勝したほか、ヨーロッパ最高峰の競走とされる凱旋門賞で2着の成績を残して引退した。同年は日本で未出走ながらJRA年度代表馬と最優秀5歳以上牡馬に選出された。通算11戦8勝（うちフランスで4戦2勝）。インターナショナル・クラシフィケーションによるレート「134」は日本調教馬史上2位である。2023年ジャパンカップのイクイノックスに交わされるまで24年の間1位を保持していた。タイムフォームによるレート「136」は、日本調教馬の史上最高数値である。（どちらも2024年時点）
2000年より種牡馬となったが、産駒デビュー前の2002年に腸捻転により死亡した。遺された3世代からはヴァーミリアン、ソングオブウインド、アロンダイトと3頭のGI優勝馬を輩出した。2014年、JRA顕彰馬に選出された。

## 生涯
以下、競走馬時代の馬齢については、日本で2000年まで使用された数え年で、種牡馬時代の馬齢表記は2001年以降に使用されている満年齢で記述。

### 出生までの経緯
生産者・馬主の渡邊隆は本業の東江運輸を興した父・喜八郎から親子2代の馬主であり、元より血統に造詣が深かった。渡邊はサドラーズウェルズやその全弟のフェアリーキング、ヌレイエフといった世界的な大種牡馬を輩出していたソングの牝系に憧れを抱き、日頃から外国の血統書やせり名簿に目を通していたが、1992年のある日イギリスのタタソールズセリのせり名簿に載っていた、ソングの曾孫にしてサドラーズウェルズの産駒で、母の父にシアトルスルー、「ソングの3×4」というクロスを有する牝馬・サドラーズギャルに目を付けた。サドラーズギャルは体調不良のためタタソールズセリを欠場してアイルランドの牧場に戻されてしまったが、諦められなかった渡邊はエージェントを介して牧場サイドと交渉を行い、改めて買い取ることに成功した。そしてサドラーズギャルをアメリカ・ケンタッキー州のレーンズエンドファームへ預託した。
同場はフランスとイギリスでG1競走3勝を挙げたミスタープロスペクター産駒・キングマンボの生産者であり、同馬がこれもソングの血を引くヌレイエフの孫でG1競走10勝の名牝・ミエスクの仔であることに惹かれた渡邊は、手持ちの別の種牡馬株とキングマンボの株を交換し、サドラーズギャルにキングマンボを交配させた。両馬が配合されるとソング、ノーザンダンサー、ネイティヴダンサー、フォルリ、スペシャルといった多くのクロスが発生し、後に渡邊は「アマチュアでありながらまんざら素人でもないからこそできた」と語ったが、渡邊にキングマンボの株を斡旋した人物は「プロは怖くてこんな配合はできない」としきりに口にしていたという。渡邊はこのような配合をした理由について「ヨーロッパで種牡馬にしたかったから」とし、「そのためにはヨーロッパの二千メートルのGIに勝ちたい」と意気込んでいた渡邊は、種牡馬選定レースとして評価が高いイギリスのエクリプスステークスを第一目標に挙げていた。エルコンドルパサーの配合を編み出した渡邊はアメリカの競馬誌『デイリーレーシングフォーム』において「フェデリコ・テシオ、マルセル・ブサックに続く（Move over Federico Tesio and Marcel Bussac）」と絶賛され、またエルコンドルパサーは「比類なき配合によって、エルコンドルパサーは非常に重要な種牡馬となるだろう（With his incomparable pedigree,El condor pasa should be very important stallion）」と高い評価を受けた。

### 生い立ち
| 二ノ宮敬宇（2011年） |  | 的場均（1993年） |
| 二ノ宮敬宇（2011年） |  | 的場均（1993年） |

1995年3月17日、サドラーズギャルはレーンズエンドファーム・オークツリー分場で牡馬、後のエルコンドルパサーを出産した。生後4カ月のころ、競り市参加のためケンタッキーを訪れていた調教師・二ノ宮敬宇（にのみや・よしたか。のち管理調教師）の検分を受けた。二ノ宮の印象は「ごろっとした四角い馬」というのみで、渡邊への報告も「普通の馬」というものだった。翌1996年1月に日本へ輸送され、北海道門別町のファンタストクラブ内にある木村牧場で育成調教を開始した。以後は至極順調に過ごし、競走年齢の3歳に達した1997年8月末、茨城県の美浦トレーニングセンターの二ノ宮のもとへ入厩した。トレセンでも怪我や病気は一切なく、装蹄を嫌がるという以外には気性も落ち着いていた。ただし、この段階に至っても厩舎スタッフによる評価は「少しは走るか」という程度だった。一方、デビュー当週の併走による調教で本馬に騎乗した的場均はその走りにいたく感心し、二ノ宮に希望してデビュー戦の騎手を務めることになった。

#### 馬名の由来
競走馬名「エルコンドルパサー」はペルー民謡「コンドルは飛んでいく」に由来する。渡邊が慶應義塾体育会ソッカー部在籍時に中学2年次までペルーに住んでいた先輩がおり、その先輩を尊敬していたことから、父名の一部「マンボ」から「南米の音楽」と解釈を広げ命名された。渡邊の所有馬では2頭目の「エルコンドルパサー」であり、初代はデビュー前の骨折で予後不良となっていた。

### 戦績

#### 3-4歳時（1997-1998年）

##### デビュー - ダートでの快走
デビュー戦は11月8日の東京開催で迎えた。まだ身体が出来上がっておらず、芝コースでスピード勝負をさせるのは時期尚早であるという二ノ宮の判断から、ダートの1600メートル戦が選ばれた。単勝オッズ2.5倍でステルスショットと並んでの1番人気に推されたが、ゲートからの発走練習を充分に積んでいなかったこともあり、スタートで出遅れて最後方からのレース運びとなった。そのまま直線入口まで最後方を追走していたが、的場がスパートを掛けると先行勢を一気にかわして先頭に立つ。さらに先頭に立ってからは突き放す一方となり、後に京成杯を勝つマンダリンスターに7馬身差をつけての勝利を挙げた。上がり3ハロン（ゴールまでの600メートル）のタイムでは、マンダリンスターが39秒台、他馬は全て40秒以上掛かったなか、エルコンドルパサーが記録したものは37秒2という突出したものだった。このレースについて的場は「『シャーン』と金属音が聞こえてくるかのような、凄い切れ味だった」と回顧し、二ノ宮は「この馬はもしかたら凄く強いかもしれないと思ったのはこのときがはじめて」だったと回顧している。渡邊は4コーナーを回った時点でも最後方を走っていたことで帰ろうとしていたところを、直線でのスパートを見て非常に驚き、「こんなに走ると思わなかった」と当時思っていたと回顧している。他方、的場はエルコンドルパサーが他馬の姿を極端に気にする様子があったため、「小心な馬」とも感じていたという。
翌1998年1月に2戦目（中山開催、ダート1800メートル）に臨む。ここでもスタートで出遅れたが、第3コーナーからスパートを掛けて直線では独走状態となり、2着に前走を上回る9馬身差をつけて連勝した。

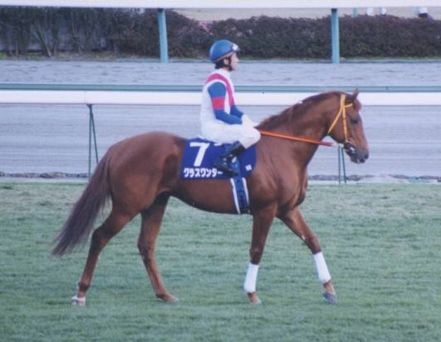
グラスワンダー（画像）は朝日杯をレコードタイムで圧勝し、レーティングではJRA所属の3歳馬として史上最高の評価を得ていた。

このあと二ノ宮は的場に対して、この競走を最後としての騎手交代を告げた。エルコンドルパサーと同期馬にしてこちらも的場が主戦騎手を務める朝日杯3歳ステークス優勝馬・グラスワンダーがおり、近く両馬の対戦があることは明らかだったためである。しかし的場はエルコンドルパサーの精神的成長が不充分であり、他の騎手に手綱を委ねることにはまだ不安が残るとしてもう1戦の猶予を願い出、これを了承された。
3戦目・共同通信杯4歳ステークスで重賞に初出走した。ここは芝コースへの適性が試される場となるはずだったが、降雪によりダート施行へと変更された。当日は単勝1.2倍と圧倒的な支持を集め、レースでは5番手追走から直線で逃げ馬をかわし、2馬身差で勝利した。的場はインタビューにおいて「1戦ごとに精神、肉体の両面で成長しているし、まだまだ良くなると思う。グラスワンダーとも甲乙つけがたいほど素晴らしい馬。同じレースを使ってほしくないし、身体が2つほしい」と語った。的場は後にこの競走を回顧し「経験と、そこからさまざまなことを学習できる頭の良さが、唯一の弱点である臆病さを1戦ごとに埋めていくかのようだった。今では、どんなタフなレースにも耐えられそうに思えた」と述べている。なお、これは二ノ宮厩舎開業10年目にしての重賞初勝利であったが、コース変更のため「GIII」の格付けは取り消された。これは1995年の東京新聞杯（優勝馬ゴールデンアイ）以来2度目の事例となった。

##### 芝路線へ - NHKマイルカップ制覇
競走後、二ノ宮は騎手確保の必要性から的場に改めて決断を促した。的場は悩み抜いた末にグラスワンダーへの騎乗を選択し、その意向を伝えたが、3月15日、グラスワンダーは右後脚を骨折し、春の出走が絶望的な状態となった。これを受け、管理調教師の尾形充弘はエルコンドルパサー陣営に対して的場の騎乗継続を進言したが、既に後任が決まり、それが覆ることもないとみていた的場は半ば諦めていたという。しかし結果として的場はエルコンドルパサーの鞍上に据え置かれ、春の目標としたNHKマイルカップの前哨戦・ニュージーランドトロフィー4歳ステークスへ臨むことになった。
ニュージーランドトロフィーでは初の芝のレースへの出走し、また距離短縮への不安が懸念され、出走メンバーも前年の朝日杯でグラスワンダーの2着としていたマイネルラヴ、フラワーカップ優勝馬スギノキューティーらが相手となったが、エルコンドルパサーはオッズ2.0倍の1番人気に支持された。初の芝コースに返し馬ではやや戸惑う様を見せ、スタートでも立ち後れた。的場は1400メートルの速い流れについていけるか否かを懸念していたが、すぐに好位にとりつくと、最終コーナーで外に持ちだしてから直線で抜け出し、スギノキューティーに2馬身差をつけて勝利した。的場は「2000メートルぐらい距離があった方が、もっと強い競馬ができると思う。本番で1ハロン伸びるのは、間違いなくプラス」とNHKマイルカップへの展望を語り、二ノ宮は「この距離と出走頭数では馬群を捌くのが大変だろうと思っていたので少々心配だったが、的場君が意識的に早めにいって、馬ごみを上手く捌いてくれた。今回の勝利はジョッキーの腕によるところが大きい」と的場の騎乗を称えた。
5月17日に迎えたNHKマイルカップでは、エルコンドルパサーの他にトキオパーフェクト、ロードアックス、シンコウエドワードという3頭の無敗馬が揃った。当日はエルコンドルパサーがこれらを抑えてオッズ1.8倍の1番人気に支持され、トキオパーフェクトが3.6倍で続いた。レースではそれまでにない好スタートを切ると、道中では3、4番手を追走した。最終コーナーでは大外へ膨れながらも直線で先頭に立ち、シンコウエドワードに1馬身3/4差をつけての優勝を果たした。この勝利は二ノ宮にとっても初めてのGI制覇となった。
的場は「4コーナーで3頭分ぐらい外にふられてしまい、あわてて修正した分、最後は止まってしまうのではないかと不安になったが、よくきついレースを凌ぎきってくれた。本当に素晴らしい能力を持っている」、「デビュー当時は心配な面もあったが、こちらの思うとおりに成長してくれた。本当に能力の高い、素晴らしい馬です」などと感想を述べた。また渡邊は「今回本当に嬉しかったのは、自分の責任の中で繁殖牝馬を捜して配合から取り組んだ結果、エルコンドルパサーという強い馬が育ってくれたこと」と語った。渡邊は後に、NHKマイルカップを勝利したことで海外遠征も考えるようになったと回顧している。

##### 毎日王冠 - 騎手交代
NHKマイルカップ後、二ノ宮はエルコンドルパサーの休養及び秋の目標をマイルチャンピオンシップに据えることを明言したが、後に方針が変わり、目標は国際招待競走のジャパンカップに改められた。当時、エルコンドルパサーはNHKマイルカップ優勝の実績、そして血統からみても「マイル」、つまり1600メートル前後に向くのではないかとみられていた。ジャパンカップはそれよりも800メートル長い2400メートルで行われる競走であったが、渡邊は血統の観点から母の父サドラーズウェルズにキングマンボという配合はマイルよりも2000メートルから2400メートルの方が向いていると考えていた。
この変更は年度代表馬争いを見据えたものであった。渡邊は、同世代の東京優駿（日本ダービー）優勝馬・スペシャルウィーク、そして春夏に安田記念とフランスのG1競走ジャック・ル・マロワ賞を制していたタイキシャトルに対抗するためには、ジャパンカップに勝つしかないと考えたのである。また、渡邊の父・喜八郎がかつて所有したホスピタリテイが、1982年のジャパンカップを前に故障のため出走できなかったという経緯も踏まえていた。又、政治家の中川昭一とは、互いの娘が同級生という縁から私的に親交があった。中川が小渕内閣で農水相を務めていた当時の1998年8月、オフサイドトラップが「農林水産大臣賞典」の新潟記念を勝った際にその旨を中川に伝えたところ、「僕はジャパンカップの表彰式に行くことになってる」と聞かされ、これが同競走へエルコンドルパサーが出走する選択理由のひとつになったという。ジャパンカップも農林水産大臣賞典であり、優勝した場合は渡邊は中川から優勝トロフィーを授与されることになる。さらに的場によれば、渡邊はマイルチャンピオンシップが行われる京都コースが馬に良くないと嫌がっていたともいう。ただし、この後毎日王冠での敗戦後に渡邊は「自分のエゴで愛馬に負担をかけることにならないか」と不安になることがあったため、二ノ宮に「実績のあるマイル戦（マイルチャンピオンシップ）に行くべきかとも考えたけど、二ノ宮さんはどう思いますか?」と相談したところ、二ノ宮は悩むことなく「どちらへ行っても勝てます。どうしますか?」と答えたため、迷いが無くなったという。
ジャパンカップを目指すに当たり、前哨戦として選ばれたのは1800メートル戦の毎日王冠であった。毎日王冠には骨折からの復帰戦としてグラスワンダーも出走が決まっていたため、的場は棚上げされていた選択に再び迫られた。調教師の尾形は「グラスワンダーの調子は今ひとつだ。後のことも考えて、自分で決めてくれ」と、的場に選択を委ねていた。的場は「馬の状態ならば、今回に限ればエルコンドルパサーが上」とみていたものの、グラスワンダーが休養前にみせた能力や先々までを考慮すると結論が出せず、3週間ほど悩んだという。そして、最終的に的場はグラスワンダーを選択した。

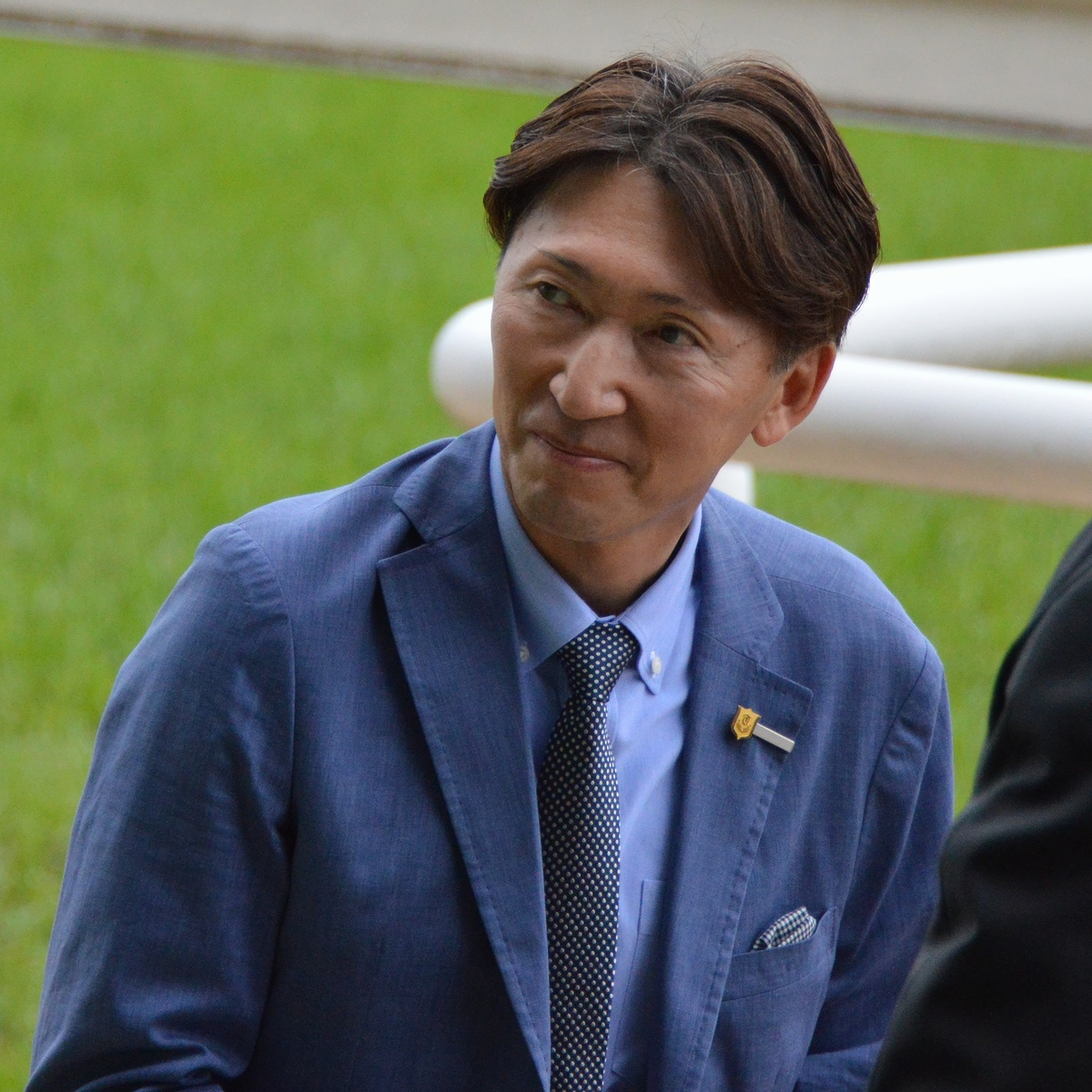
蛯名正義（2022年）

的場の後任としては、第一候補として翌年の遠征を見据えてフランス人騎手のオリビエ・ペリエが挙がったが、日本中央競馬会（JRA）から「短期免許で1日だけの騎乗を許可することはできない」と通告され断念した。次いで国際経験も豊富な武豊に打診したが、春のグランプリ・宝塚記念を含め5連勝中のサイレンススズカと共に毎日王冠に臨むとの理由で断られ、最終的には当時関東の騎手ランキングでトップを走っていた蛯名正義に決まった。蛯名は7月11日に行われた七夕賞、8月30日に行われた新潟記念とこちらも渡邊の所有馬であるオフサイドトラップで重賞を連勝しており、また喜八郎が最初の所有馬を預けた蛯名武五郎の遠縁にも当たり、「なんとなく縁を感じた」という。騎乗依頼を受けた蛯名は「凄い馬を頼まれちゃったな、これまで負けてないだけに大変だ」と重圧を覚えたと振り返っている。
10月11日の毎日王冠には、GII競走ながら13万人を越える観衆が東京競馬場に詰めかけた。当日はサイレンススズカが単勝オッズ1.4倍という断然の1番人気に支持され、2番人気には休養前の怪物的なイメージや的場の選択も影響して休み明けのグラスワンダーが推され、エルコンドルパサーは3番人気となった。スタートが切られると、逃げ馬のサイレンススズカが前半600メートルを34秒6、1000メートルを57秒7というハイペースで飛ばし、エルコンドルパサーは2番手集団のなかでこれを追走した。第3コーナーから最終コーナーにかけてはグラスワンダーがスパートを掛けて直線入口でサイレンススズカに並びかけたが、そこから伸びを欠く。一方のエルコンドルパサーは逃げ脚の衰えないサイレンススズカを追走したが、2馬身半及ばず2着となった。3着サンライズフラッグとは5馬身差がついており、グラスワンダーは5着であった。
蛯名は「相手が強かった。完敗だった」としたが、「負けはしたが、タイムは速いし、こっちは4歳馬だからね」とも語った。二ノ宮は「勝った馬はうちの馬とは違う脚質の馬で、レースも相手の馬の流れになってしまってのもの。負けはしたけれどもいいレースをしてくれたと思った。決して落胆するようなことはなかった」と述べている。また二ノ宮は後年この競走について、「あの毎日王冠で、サイレンススズカを追いかけていたらどうだったかな、と思うことはある。でも、それで失速していたらジャパンカップ挑戦は諦めていただろう。エルコンドルパサーの将来を決定づけたレースだった」と回顧している。一方、苦渋の選択を経た的場は、エルコンドルパサーが無事に秋初戦を終えたことを喜んだとしつつ、「未練もあった。正直な話、エルコンドルパサーへの未練はそのあともずっとあった。それでも、選んだのは僕だ。割り切ってはいる。ただそれと未練とは、また別の次元の話なのだ」と後年著書に記している。一方、勝利したサイレンススズカ鞍上の武豊は、勝利騎手インタビュー後の地下道で「2着の馬（エルコンドルパサー）も強いよ。休み明けで57kgを背負っていたんだから。サイレンスは4歳の時はあんなに走れなかった」と感想を述べている。
なお、勝ったサイレンススズカはエルコンドルパサーとグラスワンダーに出走権のない天皇賞（秋）を経て、ジャパンカップへ向かう予定となっていたが、天皇賞で骨折し、安楽死処分となった。優勝したのは渡邊の所有馬オフサイドトラップであった。

##### ジャパンカップ制覇 - 最優秀4歳牡馬となる
11月29日、秋の目標としたジャパンカップに出走した。当年は目玉といわれた外国招待馬がほとんど辞退、あるいは受諾後に回避し、外国勢で注目されるのは前年のブリーダーズカップ・ターフ優勝馬・チーフベアハートのみだったことで、戦前から『近年稀に見る大物不在』と言われる日本馬優勢の前評判であった。1番人気には本競走と同じ東京競馬場・2400メートルで行われる日本ダービーの優勝馬・スペシャルウィークが推され、2番人気には、かねてより陣営がここを目標と公言していた前年度2着の牝馬エアグルーヴが入り、エルコンドルパサーが続く3番人気と、日本馬が人気上位を占めた。エルコンドルパサーは当時父のキングマンボがマイラーと見られていたことと毎日王冠から距離が600メートル延びるという不安が懸念され、蛯名も戦前「能力は信用しているが、距離は走ってみなければわからない」と口にしていた。
レースではサイレントハンターが単騎での逃げを打ち、エルコンドルパサーはスペシャルウィーク、エアグルーヴと共に3番手集団の中で並んで進んだ。最終コーナーではエアグルーヴ、スペシャルウィークがスパートを遅らせたのに対しエルコンドルパサーはいち早く先頭に並びかけ、最後の直線で抜け出す。その後も最後まで失速することなくエアグルーヴとの差を広げ、同馬に2馬身半差をつけての優勝を果たした。
蛯名は「4コーナーを回って、直線を向いたところで勝てると思った。それまでは慎重に距離をもたそうと思って乗っていた。ペースもレースのレベルにしてはすごく遅かった。だから良い位置にいられたのも良かったんだろう。後ろから行ったのでは駄目だったんじゃないか」と振り返り、「はじめて乗った時から、スーパーホースになってくれるんじゃないかと期待を抱かせてくれた馬なんです。その期待に今日は応えてくれた。ホント、強さは半端じゃないですよ」とコメントした。二ノ宮は「走る馬は極端なステイヤーやスプリンターでない限り、ある程度の距離なら走ってくれると思っているので、期待に応えてくれると思っていた。春より精神的に強くなり、気持ちも身体も最高の状態だった」などと述べた。また渡邊は「未経験の距離についていろいろ言われていたが、私はこなせると思っていた。それに父も『プレストウコウで菊花賞を勝ったときもそう言われていたから大丈夫だ』と言っていた」と語り、さらに記者から翌年の国外遠征について水を向けられると、具体的な内容は決まっていないとしつつ「ぜひ行ってみたい」と明言した。ジャパンカップでのレースぶりについて柴田政人は、「正攻法のレースをして力で勝った、という点を評価したいね。相当強い勝ち方ですよ」と称賛し、野平祐二は1コーナーまでに馬を控えさせた蛯名の騎乗を称賛すると同時に、柴田が用いた正攻法という表現について、「2400mのレースでまともに競馬をやってちゃんと勝たせたのだから、すごいわけよ」と称している。
秋は2戦のみという予定に沿って年末のグランプリ競走・有馬記念へは出走せず、当年はこれで終えた。渡邊は「欧州の競馬などを見ていても、本当のオープン馬というものは数を使わないものだと思う。あえて言えば、ここで有馬記念を使わないことも馬主としての見識」と語った。また、「日本で一番馬券の売れるレースは有馬記念だが、世界的な視野で見たら日本の最高レースはジャパンカップであり、そちらを勝ったのだからあえて無理をすることもない」という考えもあったとしている。なお、有馬記念は復帰から2戦を経て復活したグラスワンダーが的場を背に優勝した。
当年の年度表彰・JRA賞において、エルコンドルパサーは皐月賞と菊花賞に優勝したセイウンスカイを抑え、最優秀4歳牡馬に選出された。一方、狙っていた年度代表馬には年間5戦4勝、うち日・仏でGI競走3勝という成績を挙げたタイキシャトルが208票中174票獲得という大差で選出され、エルコンドルパサーは11票獲得にとどまった。
仮定の負担重量数値で各馬の序列化を図るJPNクラシフィケーションでは、ジャパンカップでの走りが国際的に高く評価され、Lコラム（2200-2700メートル）で126ポンドの評価を獲得した。日本国内ではMコラム（1400-1800メートル）122ポンドのタイキシャトルとサイレンススズカを上回った。この数値はLコラムに限ればイギリスダービー優勝馬ハイライズ（127ポンド）に次ぎ、フランスの凱旋門賞優勝馬サガミックスと並ぶ世界第2位の評価であった。

#### 5歳時（1999年）

##### ヨーロッパ遠征へ
1999年は日本国外への遠征を念頭に、渡邊、二ノ宮に加え、欧米の競馬に通じた桜井盛夫、合田直弘、奥野庸介の3人をブレーンとして遠征先についての討議が行われた。イギリスのキングジョージ6世&クイーンエリザベスステークス、アメリカのブリーダーズカップ、UAEのドバイワールドカップといった競走が候補に挙げられるなか、最終的にはフランスの凱旋門賞を目指すことに決定。1月25日に行われたJRA賞授賞式の場で、渡邊からエルコンドルパサーのヨーロッパ遠征が発表された。渡邊は従来の日本馬の遠征のように狙いを定めたレースにスポット参戦するやり方では好結果が得られないのではないかと考え、この場で「凱旋門賞はポンといって勝てるようなレースではありません。勝とうと思ったら欧州仕様の馬にする必要があるので、ある程度、腰を据えて挑戦しないといけないと考えています」と発言し、今回の遠征が長期遠征であることを発表した。ただし、当時はまだ具体的なローテーションは決まっておらず、渡邊は雑誌のインタビューに「春2戦、秋2戦。春はイスパーン賞かブリガディアジェラードステークスを経て、エクリプスステークスへ」という展望を語っていた。
エルコンドルパサーは冬場を休養に充てられ、2月10日に休養を終えて美浦に戻り、4月14日に二ノ宮厩舎の僚馬・ハッピーウッドマンを帯同馬として伴いフランスへ出発した。翌15日に到着し、現地の受け入れ先となるシャンティイ調教場のトニー・クラウト厩舎に入った。本厩舎は前年のジャック・ル・マロワ賞を制したタイキシャトルも預託されていたが、平松さとしによるとトニーは「実はタイキシャトルよりも先にエルコンドルパサーの話が合ったんです」と言っていたといい、トニーは1991年に来日した際に共通の知人を通して渡邊を紹介してもらっていた。1998の2月に再来日した折、渡邊と再会したトニーは渡邊から「エルコンドルパサーが強くなって遠征する際にはよろしくお願いします」と言われていたという。
21日に二ノ宮から初戦をイスパーン賞（G1）とすることが正式に発表された。なお、フランス滞在に当たっては、タイキシャトルのフランス遠征にも随行した多田信尊が現地スタッフとの調整を担当するマネージャーとして起用され、二ノ宮不在の際には現場監督としての役割も担うことになった。
調教開始後、エルコンドルパサーは日本より遥かに丈の長い芝に苦労し、1ハロンごとを15秒というごく軽い調教でも疲れた様子を見せ、より盤が緩む降雨の日などは「めちゃくちゃなフォーム」で走っていた。しかしやがてそうした馬場に合わせた走法に変化していき、それに伴い筋肉の付き方も変わり、胴長で細身の馬体となっていった。それでも、調教助手の佐々木幸二はこの頃の状態について「もともと調教では動く馬なのに、とにかく動かなかった」と述べている。

##### イスパーン賞、サンクルー大賞
5月23日、イスパーン賞を迎える。当日は地元馬を抑えオッズ2.75倍の1番人気となった。レースでは中団追走から最終コーナーで3番手に位置を上げ、最後の直線で先頭に立つ。しかし2番人気のクロコルージュにゴール前で外から差され、4分の3馬身差の2着と敗れた。競走後、蛯名は「手応えは充分にあったし、追い出しも待って待って、残り200メートルまで仕掛けを我慢したんだけど。でも、初めての馬場も上手に走っていたし、次は楽しみになった」とし、二ノ宮は「落ち着いていたし、力は出せたと思う。頭数も少なく、理想的な流れだったが、久しぶりもあった。内容はあったと思う」と述べた。渡仏した時点では、厩舎スタッフは「果たしていつまでフランスにいられるのか」、「初戦で惨敗したら帰るんだろう」などと話しあっていたが、佐々木は「すぐ帰ることになったらもったいない」と現地で買い控えていた日用品の類を、この競走後に一気に買い込んだという。
6月2日、エルコンドルパサーが年内で引退し、種牡馬として18億円のシンジケートが組まれたうえで社台スタリオンステーションで繋養されることが明らかとなった。
イスパーン賞を終えてから、エルコンドルパサーの状態は急速に上向いていった。次走はイギリスのロイヤルアスコット開催で行われるプリンスオブウェールズステークス（G2）や、かねて計画にあったエクリプスステークスへ向かうという選択肢もあったが、二ノ宮と多田で両競走が行われる各競馬場の状態を下見したのち候補から外され、フランスに留まることになった。

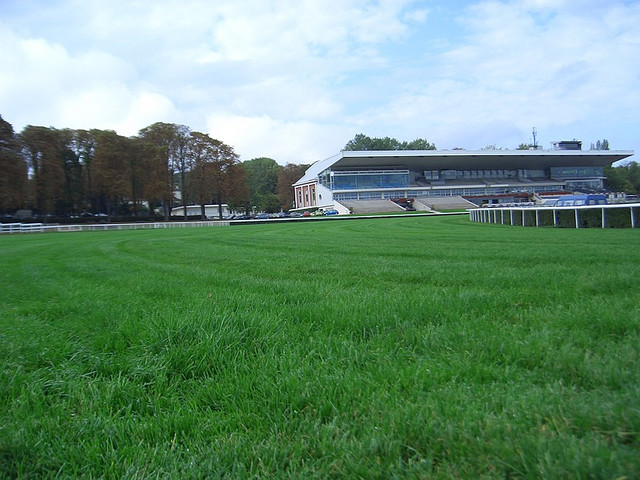
エルコンドルパサーがフランス初勝利を挙げたサンクルー競馬場。

7月4日、G1・サンクルー大賞へ出走。芝丈が長く起伏に富んだサンクルー競馬場のコース、距離不安が囁かれたジャパンカップと同じ2400メートルの距離、さらに日本ではまず背負うことのない61キログラムの斤量といった諸条件を前に、蛯名はエルコンドルパサーの好調を感じてなお、スタミナ面への不安を抱いていた。陣営もスタミナ面に不安を抱いていたが、クラウトから「この馬は12ハロンでも問題ない」と説かれ、出走を決意した。また相手は大幅に強化され、前年のフランスダービー、アイリッシュダービーを制し全欧年度代表馬に選ばれたドリームウェル、前年の凱旋門賞優勝馬サガミックス、ドイツの年度代表馬タイガーヒル、ドイチェスダービー優勝馬でアメリカのブリーダーズカップ・ターフでも2着の実績があるボルジアといった全欧の一線級が揃い、「近年最高のメンバーが揃った」という評もあった。
当日、エルコンドルパサーはサガミックスに次ぐ2番人気の支持を受ける。レースでは3、4番手追走から、最後の直線半ばでタイガーヒルを楽にかわし、同馬に2馬身半の差を付けて優勝。フランスでの初勝利を挙げた。競走後、蛯名は涙をみせ、「本当に嬉しい。自分が乗ってきた中でも最高レベルで、性格的にも走ることが大好きな、素晴らしい馬。凱旋門賞も楽しみ」と感想を述べ、また「どうしてもっと馬を信用してやれなかったのか」とその心中を吐露した。二ノ宮は「他馬の標的にされているようなレースだったが、自分の競馬ができたと思う。確かに強い相手に勝つことができたが、彼らが万全の状態だったか分からないし、またこれから気を引き締めていきたい」と述べた。サンクルー大賞で上記のメンバーを相手に勝利したことと安定したレースぶりから、エルコンドルパサーはヨーロッパでも注目を集めることなった。
サンクルー大賞の結果、エルコンドルパサーには暫定的に128ポンドのレートが与えられた。これはフランスダービー、アイリッシュダービーを圧勝していた4歳馬・モンジューに並び、5歳以上馬では当年のヨーロッパで最高評価となる数値だった。二ノ宮は後年この競走について「結果を出さなければ残っている意味がなくなってしまうレースだった。フランスの4戦で一番緊張した。これで最後まで残れるなと思うとホッとした」と振り返り、渡邊のブレーンの一人であった合田直弘は「遠征の成否を分ける剣が峰だった」と振り返っている。

##### フォワ賞
サンクルー大賞のあと、エルコンドルパサーは右後脚に異常をきたす。競走中に二つの外傷を負っており、その傷口に菌が入り炎症を起こすフレグモーネの症状であった。一般的にはすぐに腫れが引くほどのもので、マスコミには「軽症」と発表していたが、このときは治りが遅く屈腱炎に似た症状にまでなっており、完治に1カ月を要した。このため、7月下旬に再開される予定だった本格的な調教は、8月にずれ込んだ。
凱旋門賞に向けての前哨戦として、二ノ宮は1996年度の優勝馬・エリシオが使った1600メートル戦、ムーラン・ド・ロンシャン賞を考えていた。しかし渡邊らが「常道とはいえない」と反対し、本番と同じロンシャン競馬場の2400メートルで行われるフォワ賞（G2）が選択された。
9月12日の競走当日はサガミックスが馬場の硬さを嫌って出走を取り消し、エルコンドルパサーを含めても3頭立てという少頭数となった。他の2頭はイスパーン賞で敗れたクロコルージュ、サンクルー大賞で対戦したボルジアであった。エルコンドルパサーの単勝オッズは一時1.1倍、最終的に1.3倍の1番人気となる。スタートが切られるとエルコンドルパサーは先頭でレースを進め、ロンシャン特有の「フォルス・ストレート」を経て、最終コーナーいったんボルジアに先頭を譲った。しかし最後の直線でスパートをかけるとこれを再びかわし、同馬との競り合いを短首差制して勝利した。蛯名は「惰性をつけてきたボルジアに、いったんクビくらい前に出られたけど、そこから差し返した。こういう競馬もできたということは、収穫だったと思う」と感想を述べた。この日は1969年の凱旋門賞に出走したスピードシンボリの主戦騎手・野平祐二も応援に駆け付け、渡邊は野平の「日本の馬が遂に人気馬として凱旋門賞に出ることになり、嬉しくて駆け付けた」という言葉を聞いて目頭が熱くなったという。この日は世論の盛り上がりに押されてNHKがレースの模様を生中継していた。
同日、同じく凱旋門賞への前哨戦として知られるニエユ賞ではモンジューが、ヴェルメイユ賞ではダルヤバがそれぞれ大本命の評判通りに勝利を挙げた。モンジューは終始進路が塞がっていた中、強引に位置を下げて外へ持ち出してから先行勢を差し切るというレースぶりで、多田は「もしあれでスムーズな競馬ができたら、どのくらい強いのか」と感じたという。また前日のアイリッシュチャンピオンステークスでは、これも凱旋門賞への有力馬とみられていたデイラミが圧勝していた。

##### 凱旋門賞
フォワ賞のあとはやや反動があったものの、最終調教を経て好調な仕上がりを見せた。この頃にはエルコンドルパサーは調整を行っていたラモレー調教場全体から応援される存在となっており、決まった順番を無視して整地直後の絶好の馬場を優先的に使わせてもらったことに、調教助手の佐々木は感激したという。
10月3日、凱旋門賞を迎える。当年のパリは悪天候が続き、前日から当日午前10時までに13.5ミリの降雨があった。当日雨は上がったものの、馬場硬度は1972年以降で最も軟らかい5.1を示した。これを嫌ったデイラミ陣営は競馬開始後まで出否を保留していたが、第1競走終了後に出走が決定した。当年は出走14頭中、エルコンドルパサーを含む8頭がG1優勝馬という顔触れで、人気はモンジューが2.5倍、エルコンドルパサーが4.6倍、馬場状態悪化で人気を下げたデイラミが5.0倍、ダルヤバ8.6倍と続いた。

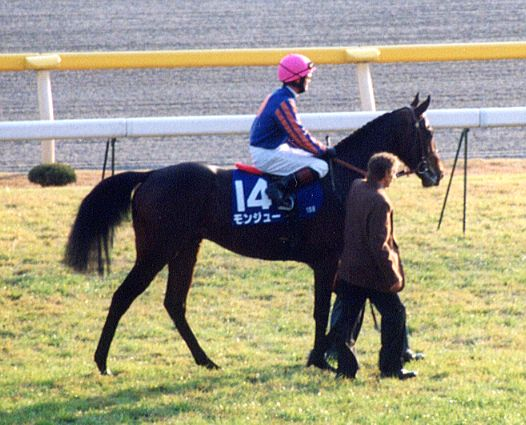
モンジュー（ジャパンカップ出走時）

スタートが切られると、エルコンドルパサーは最内枠から飛び出すように先頭に立った。モンジュー陣営が用意していたペースメーカー・ジンギスカンが戦前の予想に反して逃げず、蛯名は「前走も先頭から競馬をしたし、この馬のペースを守って馬と喧嘩しないよう流れに乗ろうと」そのまま先頭でレースを進めた。モンジューは6番手前後、デイラミは中団後方を進んだ。エルコンドルパサーは後続に2馬身ほどの差をつけたまま最後の直線に入り、その差を広げていったが、残り400メートルあたりから外に持ちだしたモンジューが急追し、残り100メートルほどでこれに並ばれる。いったん前に出られたあとエルコンドルパサーはさらにモンジューを差し返しにいったものの、半馬身およばずの2着と敗れた。3着クロコルージュとは6馬身差がついていた。
敗れはしたものの、健闘したエルコンドルパサーには日本から駆けつけたファン以外からも大きな喝采が送られた。現地メディアは「チャンピオンが2頭いた」と伝え、モンジューを管理したジョン・ハモンドも後に「おそらく硬い馬場だったら敵わなかったと思う。あれだけモンジューにとって好条件が揃ったのに、2頭の勝ち馬がいたも同然の結果だったのだから」と振り返っている。蛯名は「負けは負けだから、結果は悔しい。それでも、力と力の勝負ができたので、その点での悔いはない」と述べ、二ノ宮は「パドックからレースまでを見ていて、泣けてきそうになった。力は出し切ったと思うが、2着だから負けは負け。でも、無事ならいい」と述べた。渡邊は「ここまでナイス・トライだった。よくやってくれたと思う」と労い、またこれを最後としての引退を改めて発表した。

##### 引退式 - 年度代表馬となる
エルコンドルパサーは10月11日に日本へ帰国した。帰国時には空港に「おめでとう 世界のSTAYER エルコンドルパサー」という垂れ幕が掲げられて出迎えられた。日本中央競馬会や種牡馬としての繋養先となる社台スタリオンステーションからは、現役を続行しジャパンカップへ出走するよう要望が送られたが、渡邊はこれを固辞し、「余力を持って牧場に送り返すのもオーナーの役割」と語った。11月28日、モンジュー、タイガーヒル、ボルジアといった馬も顔を揃えたジャパンカップ当日の昼休みに東京競馬場で引退式が行われた。凱旋門賞で使用したゼッケンを着け、パドック周回を経て本馬場に姿を現すと、蛯名を背に第4コーナーからゴールまで駆け抜け、ファンに最後の走りを見せた。挨拶に立った渡邊は「ファンの皆様はじめ、ジャパンカップか有馬記念に出走して欲しいという声をうかがいましたが、今日で終わらせた馬主の決断をファンの皆様にもおわかりいただける日がくると確信しております。長い間応援していただき、本当にありがとうございました」と語り、また蛯名は「日本の競馬史に残る偉大な馬だった。ずっと乗っていたいと思っていたので寂しいような気がする。この馬の子で、また世界のG1に挑戦できる日を夢に見ています」と語った。
式を終えたエルコンドルパサーは、この日同時に引退した厩務員・根来邦雄に付き添われ、北海道早来町の社台スタリオンステーションへ向かった。なお、ジャパンカップはエルコンドルパサーが前年3着に退けたスペシャルウィークが優勝、1番人気に推されたモンジューは4着に終わっている。
翌2000年1月、JRA賞を決定する投票が行われた。当年はエルコンドルパサーの他、春秋の天皇賞とジャパンカップを制したスペシャルウィーク、同馬を破って宝塚記念、有馬記念の春秋グランプリ競走を制したグラスワンダーがおり、「年度代表馬が3頭いてもおかしくない」といわれたほどの混戦であった。年度代表馬への投票はスペシャルウィークが83票、エルコンドルパサーが72票という結果だったが、得票1位が投票選出の規定となる過半数（107票）に達していなかったことで、11人で構成された選考委員会で審議されることになった。委員会ではまず最優秀5歳以上馬を誰にするかという審議が行われ、最初の採択でまずグラスワンダーが落選した。次いでエルコンドルパサーとスペシャルウィークの間で決選投票が行われ、7対4でエルコンドルパサーが最優秀5歳以上牡馬に選出された。さらに「年度代表馬は各部門賞馬から選ぶ」という規定に沿い、年度代表馬投票で1票を獲得していたエアジハード（最優秀短距離馬・父内国産馬）との間で審議が行われた結果、満場一致でエルコンドルパサーが年度代表馬と決定した。ただしこの結果は議論を呼び、スペシャルウィークの調教師・白井寿昭や伊藤雄二といったホースマンからも異議が唱えられた。作家の木村幸治はこの結果について「スペシャルウィークも武豊も見事だった。しかし『日本競馬人が、エルコンドルパサーと蛯名正義のフランスでの仕事を"フロック"と評価した』と世界から誤解されないために、世界にしっかりと敬意を表す意味で選んだのではなかったか」と述べている。
JPNクラシフィケーションにおいては、日本調教馬として過去最高の134ポンドの評価を得た。これはモンジュー、デイラミの135ポンドにこそ及ばないが、古馬のLコラム（2200-2799メートル）では世界最高評価であり、歴代の凱旋門賞優勝馬と比較しても遜色のない数値であった。
なお、当年は馬主の渡邊に対しても東京競馬記者クラブ賞が贈られたほか、フランスにおいてはその年の競馬界で最も顕著な活躍をしたホースマンに贈られるゴールド賞を、翌年3月にはアメリカのケンタッキー競馬協会より最優秀生産者賞が贈られた。

### 引退後
種牡馬としては当時リーディングサイアーの地位を占め続けていたサンデーサイレンスに代わる存在として期待を掛けられ、同馬を所有する社台グループの繋養牝馬を中心として初年度から137頭の交配相手を集めた。2年目には158頭、3年目には154頭と高水準の推移を続けた。しかし3年目の種付けを終えた後の2002年7月16日、エルコンドルパサーは腸捻転により社台スタリオンステーションで死亡した。7歳没。8月8日には同場で「お別れ会」が開かれ、渡邊、二ノ宮、蛯名、的場ら関係者のほか、一般ファン約300人も参列し、聖歌の斉唱で送られた。遺骨は分骨され、社台スタリオンステーション内に墓が建立された。
死から2年後の2004年、2年目の産駒であるヴァーミリアンがラジオたんぱ杯2歳ステークスを制し、種牡馬としての重賞初勝利を果たした。2006年秋にはソングオブウインドが菊花賞、アロンダイトがジャパンカップダートと、産駒のGI制覇が相次いだ。また、ダート路線に転じたヴァーミリアンは2007年1月に勝った川崎記念を皮切りに、2010年までにGI・JpnI競走で計9勝という日本記録を樹立した。また、トウカイトリックはGI・JpnI競走の勝利こそなかったが、11年にわたり競走生活を続け、中央競馬における平地競走勝利の最高齢タイ記録（10歳、2012年ステイヤーズステークス）、同一重賞最多出走記録（8回、2006-2013年阪神大賞典）を打ち立てた。同馬が中央競馬における最後のエルコンドルパサー産駒となったが、2014年2月に競走生活から退いた。
JRA顕彰馬の投票においては、毎年多くの票を集めながら選出規定にわずかに及ばない状況が続いていた。しかしJRA発足60周年を記念した2014年の投票において例年1人2票の投票権が最大4票に拡大されると、有効票4分の3以上という規定を満たす156票（総数195）を獲得し、史上30頭目の殿堂入りを果たした。

## 競走成績
以下の内容は、netkeiba.com、Racing Postおよび『週刊100名馬 Vol.83 エルコンドルパサー』の情報に基づく。
| 競走日 | 競走日 | 競馬場     | 競走名         | 格   | オッズ （人気） | 着順 | 距離（馬場）  | タイム （上り3F） | 着差        | 騎手     | 1着馬（2着馬）         |
| ------ | ------ | ---------- | -------------- | ---- | --------------- | ---- | ------------- | ----------------- | ----------- | -------- | ---------------------- |
| 1997.  | 11.08  | 東京       | 3歳新馬        |      | 2.5（1人）      | 1着  | ダ1600m（良） | 1:39.3（37.2）    | 7身         | 的場均   | （マンダリンスター）   |
| 1998.  | 01.11  | 中山       | 4歳500万下     |      | 1.3（1人）      | 1着  | ダ1800m（不） | 1:52.3（37.5）    | 9身         | 的場均   | （タイホウウンリュウ） |
|        | 02.15  | 東京       | 共同通信杯4歳S | 重賞 | 1.2（1人）      | 1着  | ダ1600m（不） | 1:36.9（35.6）    | 2身         | 的場均   | （ハイパーナカヤマ）   |
|        | 04.26  | 東京       | NZT4歳S        | GII  | 2.0（1人）      | 1着  | 芝1400m（重） | 1:22.2（35.8）    | 2身         | 的場均   | （スギノキューティー） |
|        | 05.17  | 東京       | NHKマイルC     | GI   | 1.8（1人）      | 1着  | 芝1600m（稍） | 1:33.7（34.9）    | 1 3/4身     | 的場均   | （シンコウエドワード） |
|        | 10.11  | 東京       | 毎日王冠       | GII  | 5.3（3人）      | 2着  | 芝1800m（良） | 1:45.3（35.0）    | （2 1/2身） | 蛯名正義 | サイレンススズカ       |
|        | 11.29  | 東京       | ジャパンC      | GI   | 6.0（3人）      | 1着  | 芝2400m（良） | 2:25.9（35.0）    | 2 1/2身     | 蛯名正義 | （エアグルーヴ）       |
| 1999.  | 05.23  | ロンシャン | イスパーン賞   | G1   | 2.7（1人）      | 2着  | 芝1850m（重） | 1:53.8            | （3/4身）   | 蛯名正義 | Croco Rouge            |
|        | 07.04  | サンクルー | サンクルー大賞 | G1   | 3.2（2人）      | 1着  | 芝2400m（稍） | 2:28.8            | 2 1/2身     | 蛯名正義 | （Tiger Hill）         |
|        | 09.12  | ロンシャン | フォワ賞       | G2   | 1.3（1人）      | 1着  | 芝2400m（稍） | 2:31.4            | アタマ      | 蛯名正義 | （Borgia）             |
|        | 10.03  | ロンシャン | 凱旋門賞       | G1   | 4.6（2人）      | 2着  | 芝2400m（不） | 2:38.6            | （1/2身）   | 蛯名正義 | Montjeu                |

- 海外のオッズ・人気はRacing Postのもの（日本式のオッズ表記とした）

## 特徴・評価

### 競走馬としての特徴
蛯名正義はその特長として、芝・ダート、馬場状態、距離、ペースの緩急といった諸条件を難なく克服できる精神力の強さを挙げ、2000年に受けたインタビューにおいて「本当にパーフェクトと言っていい」、「日本の競馬界では20世紀最高の馬」と評している。二ノ宮敬宇は他馬との違いについて「勝とうとする気持ち。最後は負けないという、その精神力」を挙げている。野平祐二はエルコンドルパサーの成長力について、陣営のレースへの使い方を評価しつつ、「めいっぱいの力を他人にあまり見せないで、いつの間にか強くなった」と評している。

### 身体面の特徴
社台スタリオンステーションの徳武英介によれば、エルコンドルパサーの馬体には一流の競走馬が大抵備えているなにがしかの個性が全く感じられず、「スピードタイプなのかスタミナタイプなのか、芝が良いのかダートが良いのか、サドラーズウェルズが出ているのかミスタープロスペクターが出ているのか、全く判別がつかないタイプ」であったという。この話を受けたライターの後藤正俊は「その特徴のなさが、エルコンドルパサーの最大の特徴と言えるのだろう。すべてに均整がとれていて、馬体はしっかりとしており、欠点もない。これこそ究極のサラブレッドの形と言えるのかもしれない」と述べている。

### フランス遠征と1999年度の評価
エルコンドルパサーがフランスへ渡った前後には、シーキングザパール、タイキシャトル、アグネスワールドといった馬もヨーロッパ遠征を行い、1000-1600メートル戦でそれぞれ良績を残していた。しかし『優駿』は特にエルコンドルパサーの遠征を「別格の重みがあった」と評し、その理由について「欧州競馬の牙城ともいえる中距離路線の王道を歩んだから」としている。日本馬主協会連合会はその年史において、1990年代末に相次いだ日本調教あるいは生産馬による国外GI制覇が相次いだことに絡めて「しかもエルコンドルパサーはフランスGIで、というより世界で最も権威あるレースのひとつ凱旋門賞で2番人気に支持され、あわやの2着に惜敗したのである。ジャパンカップでの度重なる勝利とともに、1979（昭和54）年以来の合言葉『世界に通用する強い馬づくり』の努力が本格的に実を結んだといってよい」とこれを評した。
蛯名正義は「世界に挑戦してきた人たちの努力が無駄ではないことを証明してくれた」と述べ、伊藤雄二はサンクルー大賞勝利についての所感を尋ねられ、ヨーロッパの短距離戦について「ヨーロッパでは盲点のように弱いところでもある」としたうえで、「サンクルー大賞の場合は、ヨーロッパ馬が最も得意とする距離だから、その意味でも価値はある」と評した。瀬戸口勉も「外国であれだけ結果を出した馬はいない」と評している。吉沢譲治は凱旋門賞について、「限りなく金メダルに近い銀メダルだろう。過去の日本馬の凱旋門賞挑戦は、何十馬身もちぎられて入線する屈辱を繰り返すばかりだった。それだけに、どえらいことをやってのけた馬という印象が強い」と述べている。二ノ宮敬宇はエルコンドルパサーが顕彰馬に選定されたことを受けて、「エルコンドルパサーが凱旋門賞への扉を少しでも開ける一助となれたことに、我々の行ったことが無意味ではなかったと証明されたように思います」と語った。
1999年のインターナショナル・クラシフィケーションで得た134というレートは、イクイノックスが2023年のロンジン・ワールドベストレースホースランキングにおいて135というレートを獲得するまで、長らく日本調教馬の最高評価であった。。合田直弘はレーティングの数値について「115あれば一流馬、125あればチャンピオン級と言われる」とした上で、2010年時点で史上2位の127というレートを付されたディープインパクトを引き、「12ハロンという距離区分では1.5ポンド＝1馬身が換算基準だから、エルコンドルパサーは2番手以下に4馬身半の差をつける、断トツの日本最強馬なのである。彼がディープより4馬身半強かったと断じるつもりもないが、エルコンドルパサーが世界的にこれだけ高い評価を受けていることを、日本の競馬人はもっと知るべきであろう」と述べている。なお、『優駿』が2012年に行った「距離別最強馬」アンケートにおいて、エルコンドルパサーは「2400メートル」部門でディープインパクトに次ぐ2位となっている。
なお、2010年には二ノ宮が管理するナカヤマフェスタが蛯名、佐々木、クラウトといった「チーム・エルコンドル」の布陣で凱旋門賞に臨み、イギリスのワークフォースから頭差の2着となった。ヨーロッパ調教馬のみに優勝経験がある凱旋門賞で、他地域の調教馬が複数回2着になったのはこれが初めてのことだった。2012年と2013年の凱旋門賞ではオルフェーヴルが2着となっている。

### 投票企画などの結果
| 年度   | 企画者                 | 企画                                             | 順位   | 出典   |
| ------ | ---------------------- | ------------------------------------------------ | ------ | ------ |
| 1999年 | Sports Graphic Number  | ホースメンが選ぶ20世紀最強馬                     | 第4位  | [ 66 ] |
| 2000年 | 日本中央競馬会         | 20世紀の名馬大投票                               | 第10位 | [ 63 ] |
| 2000年 | 優駿（日本中央競馬会） | プロの目で厳選した20世紀のベストホース100        | 選出   | [ 76 ] |
| 2001年 | 日本馬主協会連合会     | アンケート「一番の名馬と思う競走馬は？」         | 第10位 | [ 77 ] |
| 2001年 | 日本馬主協会連合会     | アンケート「一番好きな競走馬は？」               | 第21位 | [ 77 ] |
| 2001年 | 日本馬主協会連合会     | アンケート「一番印象に残る競走馬は？」           | 第24位 | [ 77 ] |
| 2004年 | 優駿（日本中央競馬会） | 年代別代表馬BEST10（1990年代）                   | 第2位  | [ 78 ] |
| 2010年 | 優駿（日本中央競馬会） | 未来に語り継ぎたい不滅の名馬たち                 | 第7位  | [ 71 ] |
| 2010年 | AERA（朝日新聞社）     | 競馬のプロが選ぶニッポンの名馬ベスト10           | 第5位  | [ 79 ] |
| 2012年 | 優駿（日本中央競馬会） | 距離別「最強馬」はこの馬だ！（2400メートル部門） | 第2位  | [ 72 ] |
| 2012年 | 優駿（日本中央競馬会） | 距離別「最強馬」はこの馬だ！（ダート部門）       | 第7位  | [ 80 ] |
| 2015年 | 優駿（日本中央競馬会） | 未来に語り継ぎたい名馬BEST100                    | 第10位 | [ 81 ] |
| 2024年 | 優駿（日本中央競馬会） | 未来に語り継ぎたい名馬BEST100                    | 第24位 | [ 82 ] |

### 表彰
| 年度   | 表彰                   | 票数                      | 出典   |
| ------ | ---------------------- | ------------------------- | ------ |
| 1998年 | JRA賞最優秀4歳牡馬     | 119/208                   | [ 37 ] |
| 1999年 | JRA賞年度代表馬        | －                        | [ 50 ] |
| 1999年 | JRA賞最優秀5歳以上牡馬 | 73/212 （決選投票：7/11） | [ 50 ] |

### レーティング
| 年度   | 馬齢 | 馬場 | 距離区分（m）  | 値  | 対象                                     | 出典  |
| ------ | ---- | ---- | -------------- | --- | ---------------------------------------- | ----- |
| 1998年 | 4歳  | 芝   | M（1400-1800） | 117 | インターナショナル・クラシフィケーション | [ 4 ] |
| 1998年 | 4歳  | 芝   | L（2200-2700） | 126 | インターナショナル・クラシフィケーション | [ 4 ] |
| 1999年 | 5歳  | 芝   | L（2200-2799） | 134 | インターナショナル・クラシフィケーション | [ 5 ] |

※馬齢と距離区分はいずれも当時のもの。

## 種牡馬成績

### GI級競走優勝馬
- 2002年産
  - ヴァーミリアン（2004年ラジオたんぱ杯2歳ステークス、2005年浦和記念、2006年ダイオライト記念、名古屋グランプリ、2007年川崎記念、JBCクラシック、ジャパンカップダート、東京大賞典、2008年フェブラリーステークス、JBCクラシック、2009年帝王賞、JBCクラシック、2010年川崎記念）[83]
- 2003年産
  - ソングオブウインド（2006年菊花賞）[84]
  - アロンダイト（2006年ジャパンカップダート）[85]

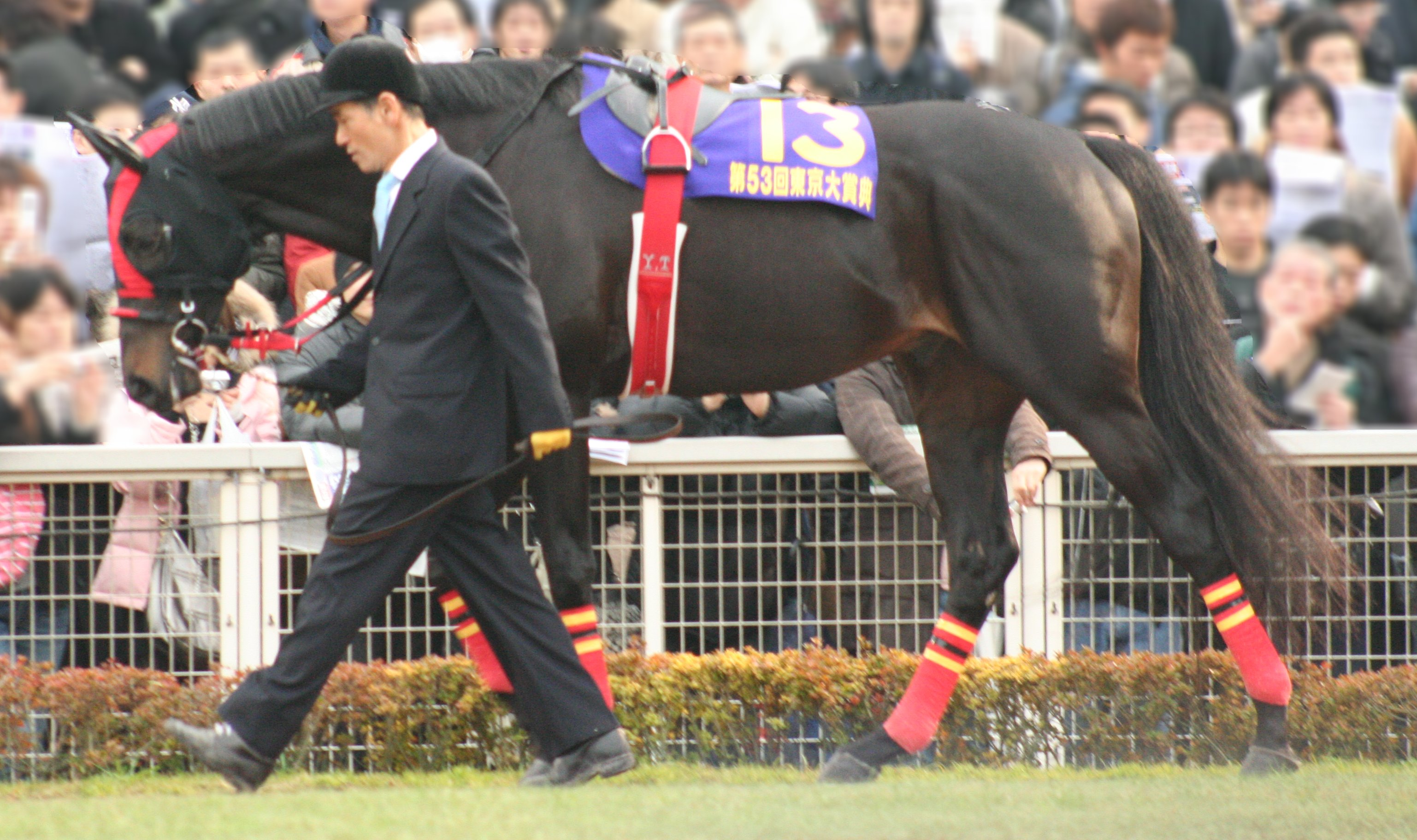
ヴァーミリアン（2002年産）
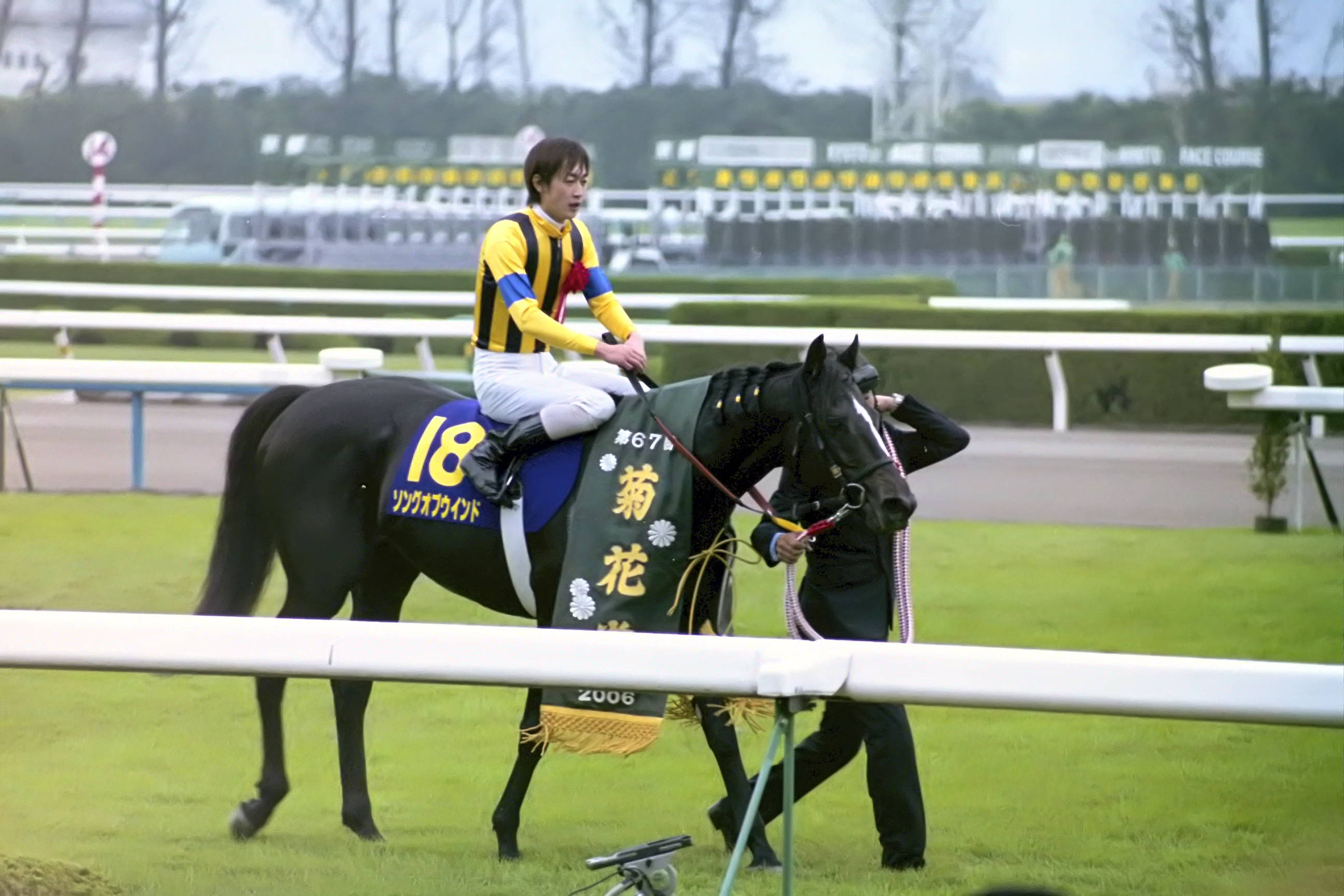
ソングオブウインド（2003年産）
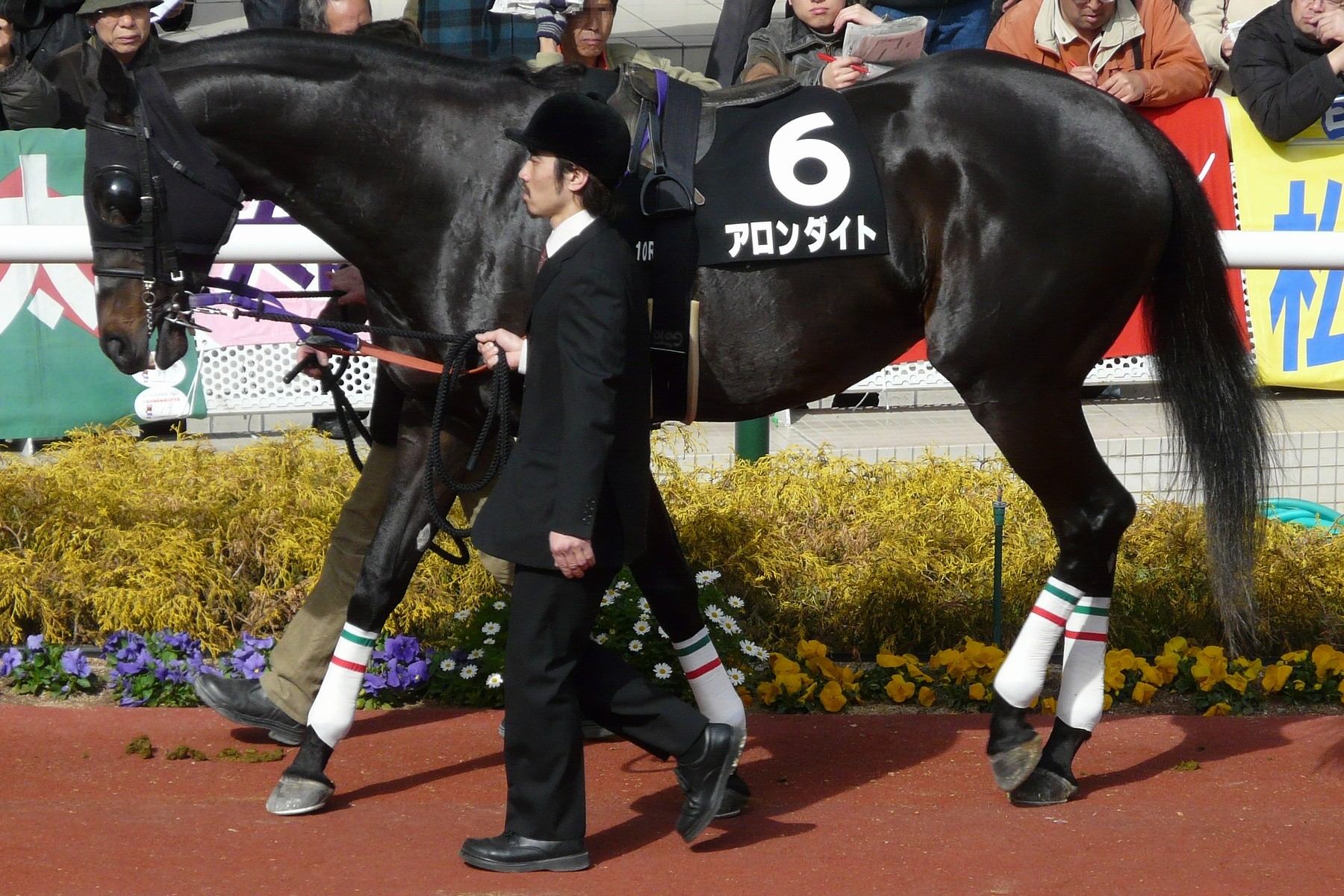
アロンダイト（2003年産）

### 中央競馬重賞・ダートグレード競走勝利馬
- 2001年産
  - ビッググラス（2007年根岸ステークス）[86]
- 2002年産
  - トウカイトリック（2007年ダイヤモンドステークス、2010年阪神大賞典、2012年ステイヤーズステークス）[87]
  - アイルラヴァゲイン（2007年オーシャンステークス）[88]
  - サクラオリオン（2008年中京記念，函館記念）[89]

- 2003年産
  - ラピッドオレンジ（2008年TCK女王盃）[90]
  - エアジパング（2008年ステイヤーズステークス）[91]

### 地方競馬重賞勝利馬
- 2001年産
  - ルースリンド（2007年スパーキングサマーカップ、2008年金盃、東京記念、2009年東京記念）[92]
  - ジュークジョイント（2008年北上川大賞典）[93]
- 2002年産
  - バンブージーコ（2008年新春賞）[94]
- 2003年産
  - ファンドリコンドル（2009年福山スプリントカップ）[95]
  - ディスパーロ（2010年新春盃）[96]

### ブルードメアサイアーとしての重賞勝利産駒

#### 中央競馬重賞・ダートグレード競走勝利馬
- 2007年産
  - マサノブルース：父マヤノトップガン（2012年京都ジャンプステークス）[97]
- 2009年産
  - アイムユアーズ：父ファルブラヴ（2011年ファンタジーステークス、 2012年フィリーズレビュー、クイーンステークス、 2013年クイーンステークス）[98]
  - オメガハートランド：父アグネスタキオン（2012年フラワーカップ）[99]
- 2010年産
  - クリソライト：父ゴールドアリュール（2013年ジャパンダートダービー 、2014年日本テレビ盃 2015年・2016年・2017年ダイオライト記念、 2016年コリアカップ）[100]
  - マキオボーラー：父メイショウボーラー（2016年小倉サマージャンプ）[101]
- 2011年産
  - オメガハートロック：父ネオユニヴァース（2014年フェアリーステークス）[102]
  - マリアライト：父ディープインパクト（2015年エリザベス女王杯、 2016年宝塚記念）[103]
  - シュンドルボン：父ハーツクライ（2016年中山牝馬ステークス）[104]
- 2012年産
  - ミュゼエイリアン：父スクリーンヒーロー（2015年毎日杯）[105]
  - アンビシャス：父ディープインパクト（2015年ラジオNIKKEI賞 、2016年産経大阪杯）[106]
  - リアファル：父ゼンノロブロイ（2015年神戸新聞杯）[107]
- 2013年産
  - ヨカグラ：父ハービンジャー（2018年小倉サマージャンプ）[108]
- 2016年産
  - クリソベリル：父ゴールドアリュール（2019年兵庫チャンピオンシップ、ジャパンダートダービー、日本テレビ盃、チャンピオンズカップ、2020年帝王賞、JBCクラシック）[109]

#### 地方競馬重賞勝利馬
- 2008年産
  - フレアリングマリー：父スターリングローズ（2011年福山チャンピオンシップ、福山3歳牝馬特別、鞆の浦賞、福山王冠、2013年クイーンカップ）[110]
- 2009年産
  - マーメイドジャンプ：父プリサイスエンド（2012年東海クイーンカップ、のじぎく賞）[111]
- 2012年産
  - ウインオベロン：父カネヒキリ（2017年オータムカップ）[112]
- 2015年産
  - レコパンハロウィー：父タイムパラドックス（2018年若草賞）[113]

## 血統

### 血統背景
父キングマンボはフランスとイギリスで走り、G1競走を3勝している。サドラーズギャルとの交配が行われた年は種牡馬として1年目であり、エルコンドルパサー誕生時にはまだ5歳と若かったが、後に日本でスターキングマン、キングカメハメハ、アルカセットといったGI馬が出たことで日本の芝に合う種牡馬との定評ができ、海外においてもレモンドロップキッド、キングズベストなどを送り出したことで、世界中で活躍馬を輩出する種牡馬となった。
母サドラーズギャルはイギリスで9戦0勝、曾祖母リサデルはイギリスとアイルランドで走り、重賞2勝を挙げている。5代母ラフショッド（Rough Shod。ソング Thongの母）からは世界的に牝系が広がっており、特にリサデルの姉・スペシャルの系統からはエルコンドルパサーの血統表にもみえるサドラーズウェルズ、ヌレイエフなど数多くの名馬が輩出されている。

### 血統表
| エルコンドルパサーの血統                    | エルコンドルパサーの血統                                               | エルコンドルパサーの血統                                               | （血統表の出典）                                                       | （血統表の出典） |
| 父系                                        | キングマンボ系（ミスタープロスペクター系）                             | キングマンボ系（ミスタープロスペクター系）                             | キングマンボ系（ミスタープロスペクター系）                             | [ § 2 ]          |
| 父 Kingmambo 1990 鹿毛                      | 父の父Mr. Prospector 1970 鹿毛                                         | Raise a Native                                                         | Native Dancer                                                          | Native Dancer    |
| 父 Kingmambo 1990 鹿毛                      | 父の父Mr. Prospector 1970 鹿毛                                         | Raise a Native                                                         | Raise You                                                              |                  |
| 父 Kingmambo 1990 鹿毛                      | 父の父Mr. Prospector 1970 鹿毛                                         | Gold Digger                                                            | Nashua                                                                 | Nashua           |
| 父 Kingmambo 1990 鹿毛                      | 父の父Mr. Prospector 1970 鹿毛                                         | Gold Digger                                                            | Sequence                                                               |                  |
| 父 Kingmambo 1990 鹿毛                      | 父の母Miesque 1984 鹿毛                                                | Nureyev                                                                | Northern Dancer                                                        | Northern Dancer  |
| 父 Kingmambo 1990 鹿毛                      | 父の母Miesque 1984 鹿毛                                                | Nureyev                                                                | Special                                                                |                  |
| 父 Kingmambo 1990 鹿毛                      | 父の母Miesque 1984 鹿毛                                                | Pasadoble                                                              | Prove Out                                                              | Prove Out        |
| 父 Kingmambo 1990 鹿毛                      | 父の母Miesque 1984 鹿毛                                                | Pasadoble                                                              | Santa Quilla                                                           |                  |
| 母 *サドラーズギャル Saddlers Gal 1989 鹿毛 | 母の父Sadler's Wells 1981 鹿毛                                         | Northern Dancer                                                        | Nearctic                                                               | Nearctic         |
| 母 *サドラーズギャル Saddlers Gal 1989 鹿毛 | 母の父Sadler's Wells 1981 鹿毛                                         | Northern Dancer                                                        | Natalma                                                                |                  |
| 母 *サドラーズギャル Saddlers Gal 1989 鹿毛 | 母の父Sadler's Wells 1981 鹿毛                                         | Fairy Bridge                                                           | Bold Reason                                                            | Bold Reason      |
| 母 *サドラーズギャル Saddlers Gal 1989 鹿毛 | 母の父Sadler's Wells 1981 鹿毛                                         | Fairy Bridge                                                           | Special                                                                |                  |
| 母 *サドラーズギャル Saddlers Gal 1989 鹿毛 | 母の母Glenveagh 1986 鹿毛                                              | Seattle Slew                                                           | Bold Reasoning                                                         | Bold Reasoning   |
| 母 *サドラーズギャル Saddlers Gal 1989 鹿毛 | 母の母Glenveagh 1986 鹿毛                                              | Seattle Slew                                                           | My Charmer                                                             |                  |
| 母 *サドラーズギャル Saddlers Gal 1989 鹿毛 | 母の母Glenveagh 1986 鹿毛                                              | Lisadell                                                               | Forli                                                                  | Forli            |
| 母 *サドラーズギャル Saddlers Gal 1989 鹿毛 | 母の母Glenveagh 1986 鹿毛                                              | Lisadell                                                               | Thong                                                                  |                  |
| 母系(F-No.)                                 | Rough Shod系(FN:5-h)                                                   | Rough Shod系(FN:5-h)                                                   | Rough Shod系(FN:5-h)                                                   | [ § 3 ]          |
| 5代内の近親交配                             | Northern Dancer M3×S4、Native Dancer S4×M5、Special (Lisadell)M3×S4×M4 | Northern Dancer M3×S4、Native Dancer S4×M5、Special (Lisadell)M3×S4×M4 | Northern Dancer M3×S4、Native Dancer S4×M5、Special (Lisadell)M3×S4×M4 | [ § 4 ]          |
| 出典                                        | 1. 2. 3. 4.                                                            | 1. 2. 3. 4.                                                            | 1. 2. 3. 4.                                                            | 1. 2. 3. 4.      |

### 近親
- 弟 - ナイスベンゲル（種牡馬）[117]
- 曾祖母 - リサデル（コロネーションステークス、アサシステークス）[114]
- はとこ - バチェラーデューク（アイリッシュ2000ギニー）[114]